# 番町政策研究所
番町政策研究所（ばんちょうせいさくけんきゅうじょ）は、かつて存在した自由民主党の派閥。
1956年に設立。2017年に志公会に合流して消滅した。
略称は番町研、通称は、松村・三木派→三木派→河本派→高村派→大島派→山東派。
参議院議員の山東昭子は、自民党史上初となる女性の派閥領袖であった。

## 沿革

### 結成

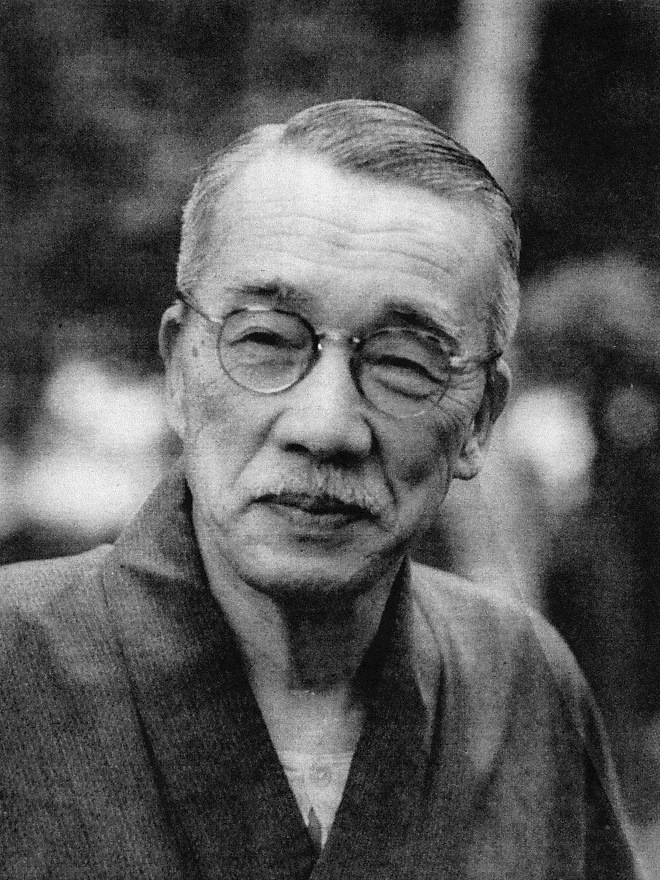
松村謙三

戦前の二大政党の1つである立憲民政党、及び戦後の中道政党である国民協同党の流れを汲み、重光葵が総裁であった改進党系の議員で構成され、自由民主党の「保守本流」（吉田茂の系譜を受け継ぐグループ。官僚出身者や党人派でも戦前の立憲政友会および、戦後の自由党の流れを汲んでいる）と呼ばれる党内主流派と対比させて、「保守傍流」などと揶揄された。

### 三木・松村派～三木派時代
自民党内では左派に相当し、異端の存在だった。勢力の弱い小派閥だったが、それを逆手にとって党内のキャスティング・ボートを握るなど強かな面も持っていたため、派閥領袖の三木武夫は「バルカン政治家」と呼ばれた。

三木は、石橋湛山・岸信介総裁時代に党幹事長に就任し、池田勇人・佐藤栄作総裁の下で残務整理の形で幹事長に留任する。松村謙三と三木の共同代表という形で政策研究会（松村・三木派）を結成し、政策同志会・政策懇談会を経て旧改進党系の中間派議員を取り込み派閥を拡大させる。1959年の総裁選には現職の岸信介に対抗して松村が出馬し、保守傍流同士の一騎打ちとなったが敗北。

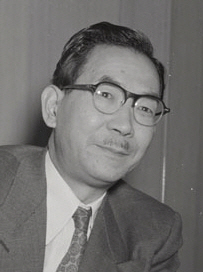
三木武夫

1964年の総裁選で再選したものの病気退陣となった池田勇人の後継について、党人である河野一郎を支持する松村と、幹事長の立場でもあり党内大勢に従い佐藤栄作を支持する三木が対立。松村とその支持者数名は小派閥の松村派を結成し離脱したため、ここから三木が単独で派閥領袖となり、三木派となる。1971年、三木派と同じく党内左派の石田博英が率いていた二日会（石田派）が合流し、三木派の形が完成された。
三木は、壮絶な角福戦争が展開された1972年の総裁選に出馬。自派の早川崇ら数名の福田赳夫への造反もあり最下位に終わるが、決選投票では田中角栄を支持し、田中政権誕生に貢献することで、影響力を維持することとなる。
田中政権の下では日中国交正常化に積極的という共通項から当初は主流派だったが、1974年の参院選で、三木の膝元である徳島県選挙区において、現職の三木派候補である久次米健太郎が非公認となり、新人の田中派候補である後藤田正晴が公認されるねじれ現象が起こった。激しい選挙戦の末、現職の久次米が再選するも、田中に強い不信感を持った三木はこれを契機に副総理を辞任し、反主流派へとまわった（三角代理戦争）。同年、田中首相が退陣すると大平正芳と福田の睨み合いの漁夫の利を拾うかたちで椎名裁定で三木が総理総裁に就任し、「困った時の三木派」と呼ばれた。
1976年、ロッキード事件関与容疑での田中前首相の逮捕に関し、三木首相と稲葉修法務大臣（中曽根派）が積極的に動いたとみられたことから、三木派と中曽根派以外の党内が反三木に傾き、三木おろしが始まる。三木は衆議院解散での打開を模索するが、党内多数派の強い反対により果たせず、異例の任期満了選挙として第34回衆議院議員総選挙を戦う。自民党は事実上の分裂選挙となり議席減少し、その責任を取り三木は退陣した。反三木勢力に担ぎ上げられた福田赳夫の政権下では非主流派となる。
1978年の自民党総裁選には三木ではなく河本敏夫が出馬。中曽根康弘と並ぶポスト三角大福の総裁候補として認知された。田中派の強力な支援のもとで当選した大平正芳の政権下でも引き続き非主流派となる。
1979年10月の衆院選での再度の自民党議席減少を受け、福田派・中曽根派とともに、大平首相の引責退陣を要求する。同年11月の首班指名で福田前首相を反主流派の統一候補として投票するも（四十日抗争）主流派に敗れ第2次大平内閣が発足した。この際、右派である福田を担ぐことは承服できないとして、三木派から数名が大平総裁へ投票している。
1980年、社会党が提出した内閣不信任決議案の採決に、自民党から福田派、中川グループと共に欠席し、不信任決議を可決させ（ハプニング解散）、衆参同日選挙となる（第36回衆院選・第12回参院選）。同年6月の選挙中に大平首相が急死し、自民党が圧勝した。
なお、田中辞任直後には民社党から中道新党結成の誘いがあり、三木おろしや大平退陣運動の際には、三木派が中曽根派とともに新党結成を模索する動きが見られた。

### 河本派時代

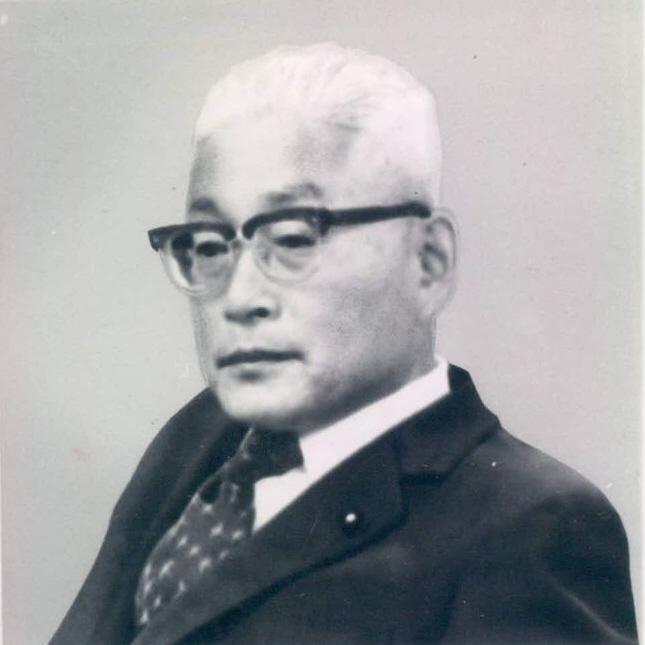
河本敏夫

1980年7月、鈴木善幸内閣の発足と同時に、三木派の大番頭で、ニューリーダーとして注目されていた河本敏夫に派閥を譲るため、三木派は解散した。直後、河本は三木派の大部分を集め、新政策研究会（河本派）を結成する。
通常、派閥の会長交代には派閥の解散は伴わないが、河本へ派閥を禅譲するためにわざわざ三木派を解散し、河本が新派閥を結成した背景には、「三木派の流れを直接汲んでいる河本派」では、河本が総理総裁を目指す上で他派の支持が得られないという理由があった。そのため、河本は三木の影を排除する必要があり、また三木もその意を汲んで河本派には参加しなかった。三木おろし以降の三木派は田中派と激しく対立していたのに対し、河本派時代には田中派との関係修復が進んだ。河本は政策的にも積極財政を唱え、財界との関係も深かったため、三木派時代までの「保守傍流」的な色彩は余り受け継がれなくなっていた。
鈴木首相が不出馬の1982年11月の総裁選に河本が出馬。一般党員による予備選挙において2位を確保して下位連合による本選挙での逆転を狙う戦略であったが、2位には達したものの首位の中曽根康弘が過半数を得たことから本選挙を辞退。これ以降河本は自身が実質的なオーナーを務める三光汽船破綻の影響や年齢的な問題もあり、名前はたびたび挙がるものの総裁選への出馬は果たせずに終わった。
1989年、リクルート事件や宇野宗佑首相の愛人スキャンダルの中で行われた7月の参院選で、自民党が過半数割れする敗北を喫し、宇野首相が辞任。総裁選が行われ、海部俊樹が竹下派、総裁派閥の中曽根派、安倍派の支援を受け、宮沢派の支援を受けている二階堂グループの林義郎と党内浮動票頼みの石原慎太郎を破り総理総裁に就任する。
海部政権は1990年の衆院選に勝利すると、湾岸戦争などの対応に追われながらも比較的高い内閣支持率を維持し、政治改革に強い意欲を燃やした。1991年には、政権を支える竹下派支配と政治改革に対して宮沢派の加藤紘一、安倍派の小泉純一郎、渡辺派の山崎拓らのYKKが反発するなど、党内世論が二分される。海部は解散で対抗することを模索するが、当時の竹下派会長・金丸信からも見放され、海部は首相辞任に追い込まれた。
1993年の（森山眞弓が文相在任中の）宮澤改造内閣不信任案可決後、同派から井出正一・簗瀬進が自民党を離党し新党さきがけ結成に参加。翌年には自社連立内閣に反発して海部・野呂昭彦・今津寛が離党し自由改革連合結成や新進党結党に参加した（1993年の衆院選で河本派前職として落選した前田正も1994年4月25日野党自民党を離党し与党新生党移籍して1996年の衆院選で新進党元職として小選挙区勝利し国政復帰）。

### 旧河本派～高村派時代

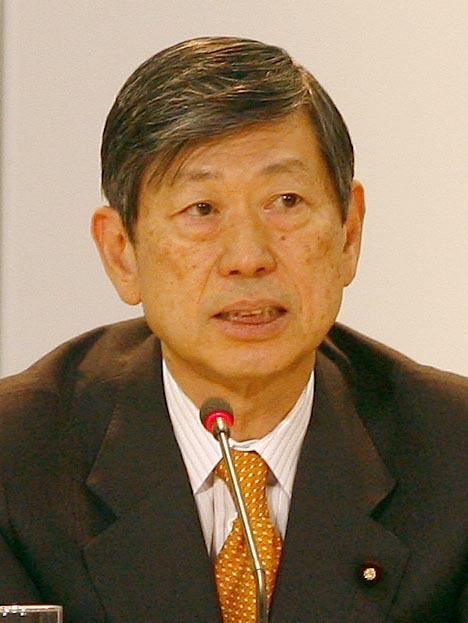
高村正彦

1995年5月、派閥名を番町政策研究所に変更。「番町」を冠するのは事務局が紀尾井町にあったためである。
1996年10月に河本敏夫が政界を引退し、翌年2月に派閥会長を退任、名誉会長となる。その後は、谷川和穂・坂本三十次らによる集団指導体制を経て、高村正彦が会長に就任。しかし河本が死去する2001年まで「旧河本派」と称されていた。
三木派・河本派から三木と海部の二人が内閣総理大臣に選出されているが、党三役（幹事長、総務会長、政調会長）には、河本が大平総裁の下で政務調査会長に就任して以降指名されず、国対委員長のポストも海部俊樹から大島理森が就任するまで、24年間も指名されなかった。野田聖子は、旧河本派に属していた1998年7月に史上最年少の37歳10ヵ月で初入閣したが、2003年に派閥を退会。
2006年の自民党総裁選では派として安倍晋三を支持し、圧勝に一役買うことになった。安倍を支持する「再チャレンジ支援議員連盟」会長として中堅・若手議員の取りまとめに奔走した山本有二が内閣府特命担当大臣（金融・再チャレンジ担当）として初入閣。さらに翌年の松岡利勝の死去を受けて、赤城徳彦が農林水産大臣として初入閣したが、政治資金に関する疑惑によって2007年の参院選で自民党が大敗する一因となったため、事実上の更迭という形で辞任した。
2007年8月、山東昭子が参院副議長に就任し、党籍と派閥を離脱。同8月27日に行われた内閣改造では、派閥会長の高村が防衛大臣として入閣し、大島理森が国対委員長として執行部入りした。改造してすぐに安倍政権は総辞職となったが、後継の福田政権において高村が外務大臣へ横滑りとなり、大島は国対委員長を再任となった。続く麻生政権では入閣者は出さなかったが、大島は引き続き国対委員長を務め、この間に自民党国対委員長の通算在任日数記録を更新した。
自民党の2009年の総選挙大敗・下野を受けて発足した谷垣禎一総裁体制下で、2009年9月29日に大島が党幹事長に就任し、派閥を一時的に離脱。同年経費節減の為に派閥事務所を移転。
2010年1月、村上誠一郎が離脱。同月、山本有二が新グループ「のぞみ」を立ち上げ退会。同年7月、山東が参院副議長退任に伴い、高村派に復帰した。
2012年春、麻生太郎率いる為公会（麻生派）への合流を視野に勉強会を発足させた。一方、合流すれば改進党以来の特色が失われ歴史に傷が付く恐れがあるため、そのような懸念を取り除いた上での合流が入念に準備されている。
同年9月の総裁選では麻生派と協力して安倍晋三を支持し、当初劣勢と見られていた安倍の当選に貢献した。

### 大島派時代

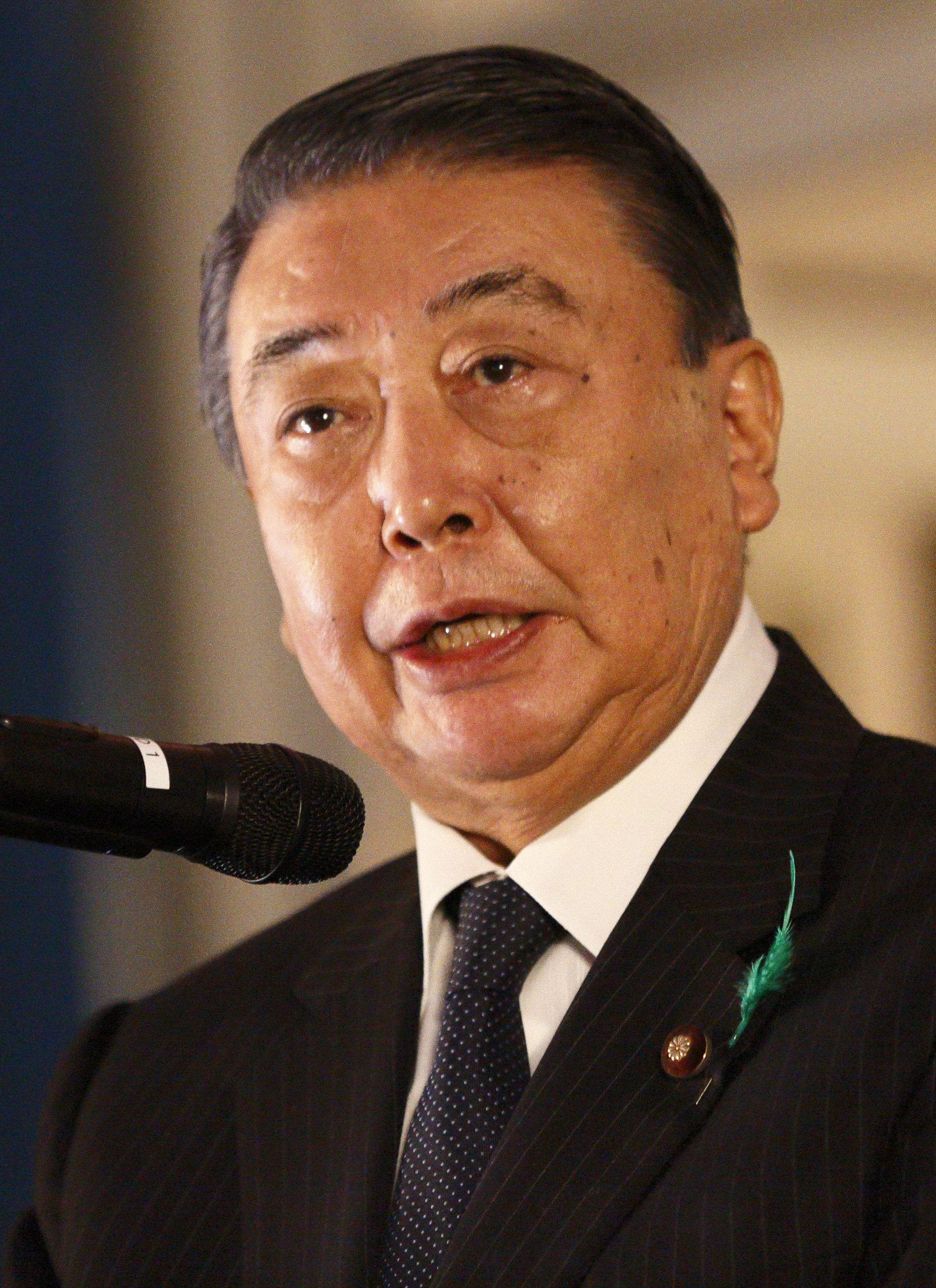
大島理森

2012年10月、安倍新体制において会長の高村が大島と入れ替わる形で副総裁に就任、党三役以上は派閥を離脱するという慣例に従って退会。大島理森が派閥領袖に就任し、大島派が発足した。これ以降、長期間に亘り高村は自民党副総裁として党における重職を担った。
2015年3月、佐藤ゆかりが派閥を退会、そのいきさつに「衆院鞍替えに成功したら大島派を捨てた」と批判を受ける。
2015年4月、大島は衆議院議長就任に伴い派閥を離脱した。そのまま2021年10月14日の衆議院解散をもって政界を引退したため、大島が派閥に復帰することはなかった。

### 山東派時代

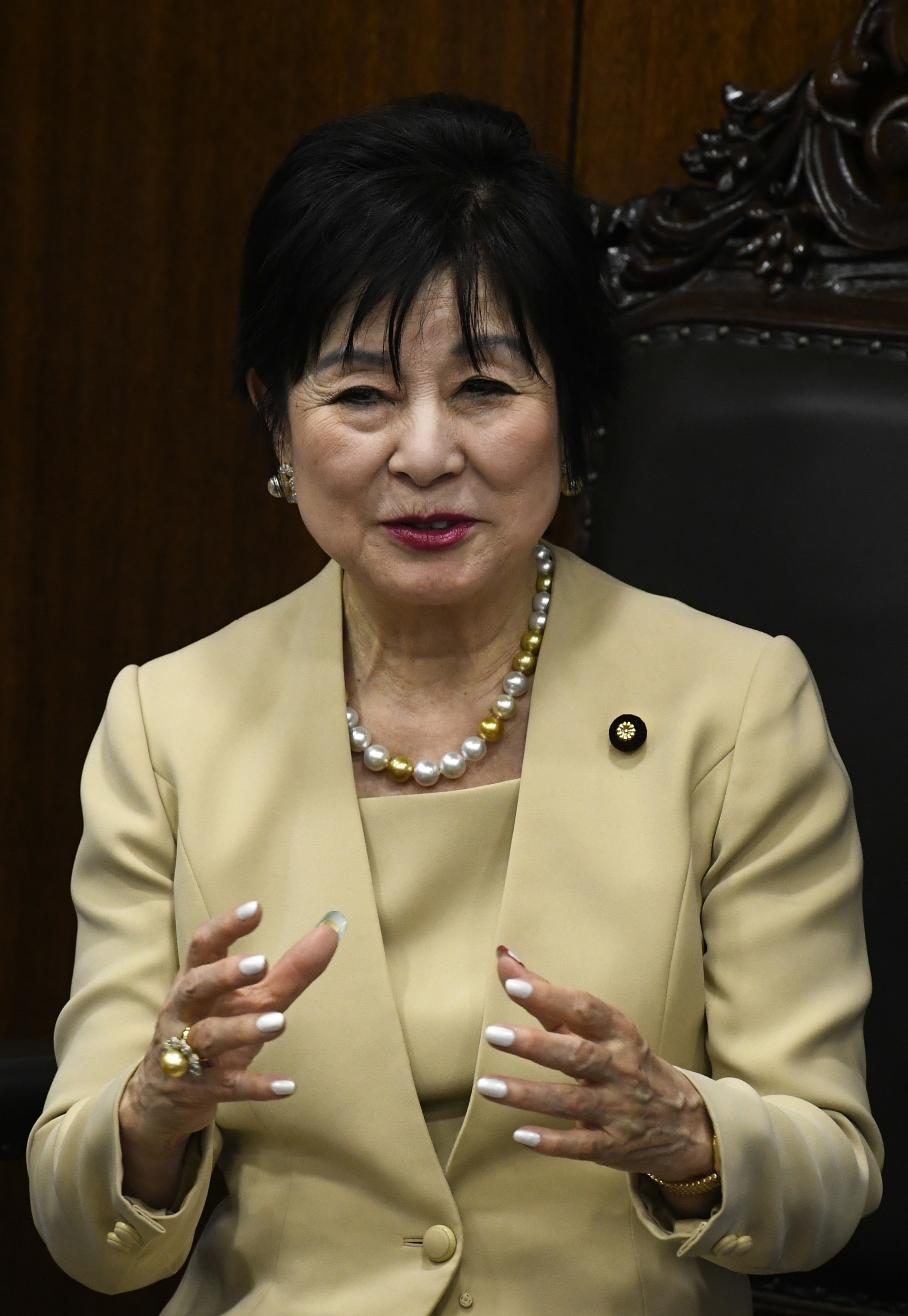
山東昭子

大島の会長退任に伴い、山東昭子が派閥領袖に就任した。党史上初の女性の派閥領袖であり、参議院議員としては村上正邦（政策科学研究所及び志帥会）以来2人目である。
2015年自由民主党総裁選挙では安倍晋三の再選を支持。さらに山東会長は、出馬をめざす野田聖子について、「女性の時代と言われて野田氏が意欲を燃やしていることは大変頼もしい」としながらも、審議がヤマ場を迎える安全保障関連法案の重要性を指摘した上で「党内で戦いを行うのは時期が悪い」と記者会見で述べ、無投票再選への後押しをした。
調整のため直後の内閣改造においては入閣者ゼロであったものの、高村を含め執行部は全員再任だった。
2015年11月13日、山東会長が、為公会の麻生太郎会長と、合併に向けた協議を行う。
2016年、ボーカルグループSPEEDの今井絵理子を次期参議院比例区の自民党の目玉候補として山東派から擁立し当選させる。聴覚障害者教育福祉協会会長でもある山東会長が聴覚障害を持つ息子の母親である今井をスカウトした。
2017年5月15日、為公会との合流により新派閥を結成することになった。また、有隣会を離脱した佐藤勉衆院議院運営委員長が率いる議員グループである天元会の一部が新派閥に参加することも決まり、自民党内では平成研究会を抜き清和政策研究会に次ぐ第2派閥となる見通しとなった。
同年7月3日、為公会、天元会の一部と合流。志公会を結成した。同年12月29日に残務処理を終え、政治団体解散届が総務省に受理された。

## 解散時の構成

### 役員
| 会長     | 山東昭子   |
| 副会長   | 伊藤信太郎 |
| 事務総長 | 江渡聡徳   |

### 衆議院議員
- 高村正彦 （12回、山口1区[注釈 1]）
- 大島理森 （11回、青森3区[注釈 2]）
- 江渡聡徳 （6回、青森2区[注釈 3]）
- 伊藤信太郎 （5回、宮城4区）
- 北川知克 （5回、大阪12区）
- 丹羽秀樹 （4回、愛知6区）
- 熊田裕通 （2回、愛知1区）
- 高橋比奈子 （2回、比例東北）

（計8名）

### 参議院議員
- 山東昭子 （7回、比例区）
- 有村治子 （3回、比例区）
- 滝沢求 （1回、青森県）
- 今井絵理子 （1回、比例区）

（計4名）

## 解散以前の在籍者
政策研究会時代
- 松村謙三、川崎秀二、佐伯宗義、笹山茂太郎、竹山祐太郎、古井喜実
1964年総裁選を巡り離脱。松村派として分派。
- 菅野和太郎、中村寅太、早川崇
1972年総裁選を巡り離脱。
- 石田博英
1974年、三角代理戦争を巡り離脱。三木改造内閣で運輸大臣となり復帰。
- 西岡武夫、山口敏夫
1976年、自民党離党。新自由クラブ結党に参加。
- 宇都宮徳馬
1976年、自民党離党。
- 有馬元治、塩谷一夫、地崎宇三郎
1979年、四十日抗争を巡り離脱。
- 田中伊三次
1980年、自民党離党。

新政策研究会時代
- 工藤巌
1991年、議員辞職。
- 石原健太郎
1992年、PKO法案を巡り自民党離党。
- 簗瀬進、井出正一
1993年、自民党離党。新党さきがけ結党に参加。
- 石井一二
1993年、自民党離党。新生党に参加。
- 鴻池祥肇
第40回衆議院議員総選挙落選に伴い、離脱。参議院鞍替え後は無派閥を経て為公会旗揚げに参加。
- 前田正
第40回衆議院議員総選挙落選に伴い、離脱。
- 今津寛、海部俊樹、野呂昭彦
1994年6月29日、首班指名選挙を巡って自民党の方針に反対し、離党。高志会に参加。

番町政策研究所時代
- 鯨岡兵輔
1998年1月、大勇会最高顧問となる。
- 茂木敏充
平成研究会へ移籍。
- 野田聖子
2003年12月に退会。
- 砂田圭佑
第44回衆議院議員総選挙に無所属で出馬。
- 山本有二
2010年1月に退会。
- 村上誠一郎
2010年1月21日に退会。
- 佐藤ゆかり
2015年3月、退会。2017年9月に志帥会に入会。

### その他国政選挙落選・引退者
※は、国政選挙落選者、◆は、政界を引退した者、●は、故人。括弧内は、議員でなくなった時点での議会所属。
- 松浦周太郎◆（衆・旧北海道2区）
- 本名武※（衆・旧北海道5区）
- 北修二◆（参・北海道）
- 熊谷義雄※（衆・旧青森1区）
- 野原正勝◆（衆・旧岩手1区）
- 志賀健次郎※（衆・旧岩手2区）
- 志賀節※（衆・旧岩手2区）
- 伊藤宗一郎●（衆・宮城4区）
- 近藤鉄雄※（衆・旧山形1区）
- 粟山博●（衆・旧福島1区）
- 澁谷直藏●（衆・旧福島2区）
- 菅波茂●（衆・旧福島3区）
- 穂積良行※（衆・比例東北）
- 赤城宗徳◆（衆・旧茨城3区）
- 赤城徳彦※（衆・茨城1区）
- 森山欽司●（衆・旧栃木1区）
- 森山眞弓◆（衆・栃木2区）
- 岩崎純三◆（参・栃木県）
- 森美秀●（衆・旧千葉3区）
- 臼井日出男◆（衆・千葉1区）
- 福田篤泰※（衆・旧東京7区）
- 井出一太郎◆（衆・旧長野2区）
- 小山邦太郎◆（参・長野県）
- 坂本三十次◆（衆・比例北陸信越）
- 丹羽久章※（衆・旧愛知1区）
- 丹羽兵助●（衆・旧愛知2区）
- 野呂恭一◆（衆・旧三重2区）
- 中村三之丞●（衆・旧京都1区）
- 川崎末五郎※（衆・旧京都2区）
- 北川石松※（衆・旧大阪7区）
- 清瀬一郎●（衆・旧兵庫4区）
- 河本敏夫◆（衆・旧兵庫4区）
- 河本三郎※（衆・兵庫12区）
- 赤沢正道◆（衆・鳥取県全県区）
- 藤井勝志◆（衆・旧岡山2区）
- 谷川和穂◆（衆・比例中国）
- 上杉光弘※（衆・比例中国）
- 加藤常太郎◆（衆・旧香川2区）
- 藤本孝雄◆（衆・香川1区）
- 三木武夫●（衆・徳島県全県区）
- 久次米健太郎●（参・徳島県）
- 宇田耕一●（衆・高知県全県区）
- 大西正男●（衆・高知県全県区）
- 毛利松平◆（衆・旧愛媛3区）
- 七条明※（衆・比例四国）
- 西本勝子※（衆・比例四国）
- 辻英雄◆（衆・旧福岡1区）
- 鍋島直紹●（参・佐賀県）
- 松田九郎※（衆・旧長崎2区）
- 渡瀬憲明※（衆・旧熊本2区）
- 坂元親男◆（参・宮崎県）
- 橋口隆※（衆・旧鹿児島3区）
- 山下徳夫◆（衆・比例九州）
- 鶴見祐輔※（参・全国区）
- 入沢肇※（参・比例区）
- 竹内潔●（参・比例区）

## 政治資金収支報告書の記載
| 年                 | 本年収入額      | 寄附者の氏名 | 備考   |
| ------------------ | --------------- | --- | ------ |
| 2000年（平成12年） | 1億2897万6854円 | 伊藤宗一郎・大島理森・谷川和穂・森山眞弓・臼井日出男・高村正彦・村上誠一郎・山本有二・赤城徳彦・野田聖子・七条明・砂田圭佑・河本三郎・江渡聡徳・山下徳夫・坂本三十次・藤本孝雄・穂積良行 | [ 15 ] |
| 2001年（平成13年） | 1億5034万3277円 | 伊藤宗一郎・大島理森・谷川和穂・森山眞弓・臼井日出男・村上誠一郎・山本有二・赤城徳彦・野田聖子・七条明・砂田圭佑・山東昭子・有村治子                                                     | [ 16 ] |
| 2002年（平成14年） | 1億4191万5606円 | 大島理森・谷川和穂・森山眞弓・臼井日出男・村上誠一郎・赤城徳彦・野田聖子・七条明・砂田圭佑・山東昭子・有村治子・伊藤信太郎・藤田田                                                       | [ 17 ] |